# Stilla flexicostata
Stilla flexicostata is een slakkensoort uit de familie van de Raphitomidae. De wetenschappelijke naam van de soort is voor het eerst geldig gepubliceerd in 1899 door Suter.